# Hermann Laferl
Hermann Laferl (* 18. Mai 1910 in Neusiedl am Steinfeld; † 15. August 1991) war ein österreichischer Politiker (ÖVP), Landwirt und Maurermeister. Laferl war von 1954 bis 1974 Abgeordneter zum Landtag von Niederösterreich.
Laferl besuchte die Volks- und Hauptschule und absolvierte danach eine Maurerlehre. In der Folge war er beruflich als Bauer und Maurermeister tätig, wobei er in Weikersdorf am Steinfelde lebte. Zudem wurde ihm der Berufstitel Ökonomierat verliehen wurde. Nach dem Zweiten Weltkrieg war Laferl zwischen 1945 und 1980 Bürgermeister von Weikersdorf, zudem war er von 1966 bis 1973 
Obmann des Verbandes Niederösterreichischer Gemeindevertreter der ÖVP. Laferl vertrat die ÖVP zwischen dem 10. November 1954 und dem 11. Juli 1974 im Niederösterreichischen Landtag. 